# بخش فیرفیلد (شهرستان توسکاراواس، اوهایو)
بخش فیرفیلد (به انگلیسی: Fairfield Township) یک منطقهٔ مسکونی در ایالات متحده آمریکا است که در شهرستان توسکاراوس، اوهایو واقع شده‌است.
 بخش فیرفیلد ۵۷٫۳ کیلومتر مربع مساحت و ۱٬۴۸۷ نفر جمعیت دارد و ۳۳۰ متر بالاتر از سطح دریا واقع شده‌است.